# Seznam finskih košarkarjev
Seznam finskih košarkarjev.

## A
- Roope Ahonen

## H
- Samuel Haanpää
- Timo Heinonen
- Shawn Huff

## I
- Tuomas Iisalo

## K
- Anssi Kinnaslampi
- Mikko Koivisto
- Petteri Koponen
- Tuukka Kotti
- Jussi Kumpulainen

## L
- Gerald Lee
- Antero Lehto
- Sami Lehtoranta
- Kari Liimo
- Carl Lindbom

## M
- Lauri Markkanen
- Jukka Matinen
- Kimmo Muurinen
- Ville Mäkäläinen
- Hanno Möttölä
- Erik Murphy
- Kimmo Muurinen

## N
- Antti Nikkilä
- Matti Nuutinen

## R
- Teemu Rannikko
- Pasi Riihelä

## S
- Sasu Salin
- Juha Sten

## U
- Aki Ulander

## V
- Petri Virtanen

## W
- Jamar Wilson